# All England 2003
Die All England 2003 im Badminton fanden vom 11. bis 16. Februar in Birmingham statt. Sie waren die 93. Auflage dieser Veranstaltung. Das Preisgeld betrug 125.000 US-Dollar und die Veranstaltung hatte damit 4 Sterne in der Grand-Prix-Wertung.

## Austragungsort
- National Indoor Arena

## Sieger und Platzierte
| Disziplin    | Gold                         | Silber                     | Bronze                               |
| ------------ | ---------------------------- | -------------------------- | ------------------------------------ |
| Herreneinzel | Muhammad Hafiz Hashim        | Chen Hong                  | Roslin Hashim                        |
| Herreneinzel | Muhammad Hafiz Hashim        | Chen Hong                  | Chen Yu                              |
| Dameneinzel  | Zhou Mi                      | Xie Xingfang               | Gong Ruina                           |
| Dameneinzel  | Zhou Mi                      | Xie Xingfang               | Zhang Ning                           |
| Herrendoppel | Sigit Budiarto Candra Wijaya | Lee Dong-soo Yoo Yong-sung | Jens Eriksen Martin Lundgaard Hansen |
| Herrendoppel | Sigit Budiarto Candra Wijaya | Lee Dong-soo Yoo Yong-sung | Kim Yong-hyun Yim Bang-eun           |
| Damendoppel  | Gao Ling Huang Sui           | Yang Wei Zhang Jiewen      | Ann-Lou Jørgensen Rikke Olsen        |
| Damendoppel  | Gao Ling Huang Sui           | Yang Wei Zhang Jiewen      | Lee Kyung-won Yim Kyung-jin          |
| Mixed        | Zhang Jun Gao Ling           | Chen Qiqiu Zhao Tingting   | Nova Widianto Vita Marissa           |
| Mixed        | Zhang Jun Gao Ling           | Chen Qiqiu Zhao Tingting   | Jonas Rasmussen Rikke Olsen          |

## Finalresultate
| Disziplin    | Sieger                       | Finalist                   | Ergebnis     |
| ------------ | ---------------------------- | -------------------------- | ------------ |
| Herreneinzel | Muhammad Hafiz Hashim        | Chen Hong                  | 17–14, 15–10 |
| Dameneinzel  | Zhou Mi                      | Xie Xingfang               | 11–6, 11–5   |
| Herrendoppel | Sigit Budiarto Candra Wijaya | Lee Dong-soo Yoo Yong-sung | 15–5, 15–7   |
| Damendoppel  | Gao Ling Huang Sui           | Yang Wei Zhang Jiewen      | 15–10, 15–13 |
| Mixed        | Zhang Jun Gao Ling           | Chen Qiqiu Zhao Tingting   | 11–6, 11–7   |

## Herreneinzel

### Qualifikation 1. Runde
- Poompat Sapkulchananart -  Nicholas Kidd: 15-4 / 15-11
- Sergio Llopis -  Rasmus Nielsen: 13-15 / 15-7 / 15-6
- Thomas Kurian -  Andrew Dabeka: 15-8 / 15-6
- Wiempie Mahardi -  Paul Hinder: 15-7 / 15-7
- Martin Delfs -  David R. Forbes: 15-5 / 15-6
- Nathan Rice -  Andrej Zholobov: 15-8 / 12-15 / 15-9
- Eric Pang -  Marc Zwiebler: 15-6 / 13-15 / 15-7
- Jean-Michel Lefort -  Simon Hardcastle: 15-8 / 15-2
- Ruud Kuijten -  Tim Dettmann: 15-7 / 15-7
- Hong Seung-ki -  Simon Maunoury: 15-10 / 15-10
- J. B. S. Vidyadhar -  Nicolás Escartín: 15-11 / 15-4
- George Rimarcdi -  Mike Beres: 15-4 / 15-10
- Hendrawan -  Magnus Repsgard: 15-10 / 13-15 / 15-6
- Yohan Hadikusumo Wiratama -  Liam Ingram: 15-4 / 15-1
- Jonas Lyduch -  Kyle Hunter: 15-3 / 15-12
- Park Sung-hwan -  Evgenij Isakov: 15-7 / 15-8
- Roman Spitko -  Martyn Lewis: 15-9 / 15-6
- Toby Honey -  Richard Williams: 15-1 / 15-4
- Taufiq Hidayat Akbar -  Alistair Casey: 15-5 / 15-4
- Chen Gang -  Martin Hagberg: 15-13 / 15-8
- Mark Constable -  Bo Rafn: 15-8 / 15-9
- Stephan Wojcikiewicz -  Sergey Ivlev: 15-9 / 15-1
- Ardiansyah Putra -  Toru Matsumoto: 15-8 / 15-11
- Maurice Niesner -  Denis Constantin: 9-15 / 17-16 / 15-11

### Qualifikation 2. Runde
- Poompat Sapkulchananart -  Sergio Llopis: 15-2 / 15-3
- Wiempie Mahardi -  Thomas Kurian: 15-2 / 15-9
- Martin Delfs -  Nathan Rice: 15-7 / 15-6
- Eric Pang -  Jean-Michel Lefort: 15-4 / 15-11
- Hong Seung-ki -  Ruud Kuijten: 15-10 / 15-5
- George Rimarcdi -  J. B. S. Vidyadhar: 15-12 / 15-4
- Yohan Hadikusumo Wiratama -  Hendrawan: 15-13 / 12-15 / 15-7
- Park Sung-hwan -  Jonas Lyduch: 15-6 / 15-6
- Roman Spitko -  Toby Honey: 15-12 / 15-1
- Chen Gang -  Taufiq Hidayat Akbar: 15-7 / 13-15 / 15-11
- Stephan Wojcikiewicz -  Mark Constable: 6-15 / 15-13 / 15-10
- Ardiansyah Putra -  Maurice Niesner: 15-9 / 15-4

### Qualifikation 3. Runde
- Wiempie Mahardi -  Poompat Sapkulchananart: 15-6 / 15-14
- Martin Delfs -  Eric Pang: 15-6 / 15-13
- George Rimarcdi -  Hong Seung-ki: 15-9 / 13-15 / 15-12
- Park Sung-hwan -  Yohan Hadikusumo Wiratama: 15-17 / 15-3 / 15-2
- Chen Gang -  Roman Spitko: 15-1 / 15-12
- Ardiansyah Putra -  Stephan Wojcikiewicz: 15-4 / 15-2

### 1. Runde
- Chen Hong -  Park Sung-hwan: 15-7 / 15-8
- Ng Wei -  Lee Chong Wei: 15-10 / 15-8
- Bao Chunlai -  Wiempie Mahardi: 15-1 / 9-15 / 15-7
- Peter Gade -  Ardiansyah Putra: 10-15 / 15-5 / 15-8
- Dicky Palyama -  Taufik Hidayat: 15-11 / 15-9
- Lee Tsuen Seng -  Arturo Ruiz: 15-1 / 15-7
- Marleve Mainaky -  Björn Joppien: 15-6 / 15-8
- Kasper Ødum -  Stanislav Pukhov: 15-8 / 15-9
- Kenneth Jonassen -  Kasperi Salo: 15-5 / 15-5
- Wu Yunyong -  Chetan Anand: 15-9 / 15-6
- Niels Christian Kaldau -  Shinya Ohtsuka: 15-13 / 4-15 / 15-7
- Rasmus Wengberg -  Jürgen Koch: 11-15 / 15-7 / 15-10
- Ronald Susilo -  Marco Vasconcelos: 15-2 / 15-1
- Roslin Hashim -  George Rimarcdi: 15-11 / 15-6
- Shon Seung-mo -  Abhinn Shyam Gupta: 15-5 / 15-5
- Colin Haughton -  Martin Delfs: 15-9 / 15-3
- Chen Gang -  Park Tae-sang: 15-13 / 11-15 / 15-8
- Chen Yu  -  Agus Hariyanto: 15-8 / 15-4
- Aamir Ghaffar -  Nabil Lasmari: 15-12 / 15-6
- Kasper Fangel -  Irwansyah: 10-15 / 15-13 / 15-13
- Lee Hyun-il -  Pedro Yang: 15-2 / 15-4
- Lin Dan -  Rony Agustinus: 15-6 / 15-11
- Indra Wijaya -  Przemysław Wacha: 15-10 / 15-13
- Xia Xuanze -  Gerben Bruijstens: 15-8 / 15-4
- Shoji Sato -  Jim Ronny Andersen: 15-1 / 15-13
- Muhammad Hafiz Hashim -  Sony Dwi Kuncoro: 15-11 / 15-8
- Per-Henrik Croona -  Anupap Thiraratsakul: 7-15 / 15-1 / 15-10
- Anders Boesen -  Mark Burgess: 15-8 / 15-7
- Conrad Hückstädt -  Bobby Milroy: 8-15 / 15-7 / 17-15
- Hidetaka Yamada -  Nikhil Kanetkar: 15-8 / 7-15 / 15-6
- Yong Hock Kin -  Andrew Smith: 15-5 / 15-1
- Wong Choong Hann -  Jens Roch: 15-10 / 15-5

### Sektion 1
|  | 2. Runde | 2. Runde              | 2. Runde | 2. Runde | 2. Runde |  |  | Achtelfinale | Achtelfinale          | Achtelfinale | Achtelfinale | Achtelfinale |  |  | Viertelfinale         | Viertelfinale | Viertelfinale | Viertelfinale | Viertelfinale |  |  | Halbfinale | Halbfinale | Halbfinale | Halbfinale | Halbfinale |
|  |          |                       |          |          |          |  |  |              |                       |              |              |              |  |  |                       |               |               |               |               |  |  |            |            |            |            |            |
|  |          | Muhammad Hafiz Hashim | 15       | 15       |          |  |  |              |                       |              |              |              |  |  |                       |               |               |               |               |  |  |            |            |            |            |            |
|  |          | Shoji Sato            | 8        | 11       |          |  |  |              | Muhammad Hafiz Hashim | 15           | 17           |              |  |  |                       |               |               |               |               |  |  |            |            |            |            |            |
|  |          | Anders Boesen         | 15       | 15       |          |  |  |              | Anders Boesen         | 9            | 14           |              |  |  |                       |               |               |               |               |  |  |            |            |            |            |            |
|  |          | Per-Henrik Croona     | 7        | 8        |          |  |  |              |                       |              |              |              |  |  | Muhammad Hafiz Hashim | 15            | 15            |               |               |  |  |            |            |            |            |            |
|  |          | Yong Hock Kin         | 15       | 15       |          |  |  |              |                       |              |              |              |  |  | Yong Hock Kin         | 6             | 10            |               |               |  |  |            |            |            |            |            |
|  |          | Wong Choong Hann      | 9        | 5        |          |  |  |              | Yong Hock Kin         | 15           | 15           |              |  |  |                       |               |               |               |               |  |  |            |            |            |            |            |
|  |          | Hidetaka Yamada       | 15       | 15       |          |  |  |              | Hidetaka Yamada       | 4            | 1            |              |  |  |                       |               |               |               |               |  |  |            |            |            |            |            |
|  |          | Conrad Hückstädt      | 9        | 4        |          |  |  |              |                       |              |              |              |  |  | Muhammad Hafiz Hashim | 15            | 15            |               |               |  |  |            |            |            |            |            |
|  |          | Chen Yu               | 15       | 15       |          |  |  |              |                       |              |              |              |  |  | Chen Yu               | 12            | 12            |               |               |  |  |            |            |            |            |            |
|  |          | Chen Gang             | 5        | 5        |          |  |  |              | Chen Yu               | 15           | 15           |              |  |  |                       |               |               |               |               |  |  |            |            |            |            |            |
|  |          | Aamir Ghaffar         | 8        | 15       | 15       |  |  |              | Aamir Ghaffar         | 7            | 7            |              |  |  |                       |               |               |               |               |  |  |            |            |            |            |            |
|  |          | Kasper Fangel         | 15       | 6        | 5        |  |  |              |                       |              |              |              |  |  | Chen Yu               | 4             | 15            | 15            |               |  |  |            |            |            |            |            |
|  |          | Xia Xuanze            | 15       | 15       |          |  |  |              |                       |              |              |              |  |  | Xia Xuanze            | 15            | 10            | 11            |               |  |  |            |            |            |            |            |
|  |          | Indra Wijaya          | 2        | 7        |          |  |  |              | Xia Xuanze            | 17           | 10           | 15           |  |  |                       |               |               |               |               |  |  |            |            |            |            |            |
|  |          | Lee Hyun-il           | 15       | 15       |          |  |  |              | Lee Hyun-il           | 15           | 15           | 13           |  |  |                       |               |               |               |               |  |  |            |            |            |            |            |
|  |          | Lin Dan               | 11       | 6        |          |  |  |              |                       |              |              |              |  |  |                       |               |               |               |               |  |  |            |            |            |            |            |

### Sektion 2
|  | 2. Runde | 2. Runde               | 2. Runde | 2. Runde | 2. Runde |  |  | Achtelfinale | Achtelfinale           | Achtelfinale | Achtelfinale | Achtelfinale |  |  | Viertelfinale    | Viertelfinale | Viertelfinale | Viertelfinale | Viertelfinale |  |  | Halbfinale | Halbfinale | Halbfinale | Halbfinale | Halbfinale |
|  |          |                        |          |          |          |  |  |              |                        |              |              |              |  |  |                  |               |               |               |               |  |  |            |            |            |            |            |
|  |          | Chen Hong              | 15       | 15       | 15       |  |  |              |                        |              |              |              |  |  |                  |               |               |               |               |  |  |            |            |            |            |            |
|  |          | Ng Wei                 | 17       | 7        | 9        |  |  |              | Chen Hong              | 15           | 15           |              |  |  |                  |               |               |               |               |  |  |            |            |            |            |            |
|  |          | Bao Chunlai            | 9        | 15       | 15       |  |  |              | Bao Chunlai            | 11           | 10           |              |  |  |                  |               |               |               |               |  |  |            |            |            |            |            |
|  |          | Peter Gade             | 15       | 13       | 11       |  |  |              |                        |              |              |              |  |  | Chen Hong        | 15            | 16            | 15            |               |  |  |            |            |            |            |            |
|  |          | Lee Tsuen Seng         | 15       | 15       |          |  |  |              |                        |              |              |              |  |  | Lee Tsuen Seng   | 4             | 17            | 11            |               |  |  |            |            |            |            |            |
|  |          | Dicky Palyama          | 10       | 8        |          |  |  |              | Lee Tsuen Seng         | 15           | 8            | 17           |  |  |                  |               |               |               |               |  |  |            |            |            |            |            |
|  |          | Marleve Mainaky        | 15       | 15       |          |  |  |              | Marleve Mainaky        | 12           | 15           | 16           |  |  |                  |               |               |               |               |  |  |            |            |            |            |            |
|  |          | Kasper Ødum            | 8        | 11       |          |  |  |              |                        |              |              |              |  |  | Chen Hong        | 17            | 15            |               |               |  |  |            |            |            |            |            |
|  |          | Roslin Hashim          | 17       | 15       |          |  |  |              |                        |              |              |              |  |  | Roslin Hashim    | 16            | 5             |               |               |  |  |            |            |            |            |            |
|  |          | Ronald Susilo          | 14       | 3        |          |  |  |              | Roslin Hashim          | 15           | 15           |              |  |  |                  |               |               |               |               |  |  |            |            |            |            |            |
|  |          | Shon Seung-mo          | 15       | 15       |          |  |  |              | Shon Seung-mo          | 10           | 1            |              |  |  |                  |               |               |               |               |  |  |            |            |            |            |            |
|  |          | Colin Haughton         | 2        | 6        |          |  |  |              |                        |              |              |              |  |  | Roslin Hashim    | 15            | 15            |               |               |  |  |            |            |            |            |            |
|  |          | Kenneth Jonassen       | 9        | 15       | 15       |  |  |              |                        |              |              |              |  |  | Kenneth Jonassen | 4             | 13            |               |               |  |  |            |            |            |            |            |
|  |          | Wu Yunyong             | 15       | 13       | 13       |  |  |              | Kenneth Jonassen       | 15           | 15           |              |  |  |                  |               |               |               |               |  |  |            |            |            |            |            |
|  |          | Niels Christian Kaldau | 15       | 17       |          |  |  |              | Niels Christian Kaldau | 11           | 4            |              |  |  |                  |               |               |               |               |  |  |            |            |            |            |            |
|  |          | Rasmus Wengberg        | 1        | 14       |          |  |  |              |                        |              |              |              |  |  |                  |               |               |               |               |  |  |            |            |            |            |            |

## Dameneinzel

### Qualifikation 1. Runde
- Kumiko Ogura -  Jody Patrick: 11-5 / 11-1
- B. R. Meenakshi -  Harriet Johnson: 11-1 / 11-1
- Solenn Pasturel -  Amrita Sawaram: 11-3 / 11-2
- Markéta Koudelková -  Lucía Tavera: 11-8 / 11-4
- Lina Uhac -  Lyndsay Thomson: 11-2 / 11-6
- Trupti Murgunde -  Fiona Sneddon: 13-11 / 11-5
- Tatiana Vattier -  Soratja Chansrisukot: 11-5 / 13-10
- Eriko Hirose -  Nadieżda Zięba: 11-3 / 11-8
- Jun Jae-youn -  Yoana Martínez: 11-1 / 11-1
- Li Wenyan -  Kara Solmundson: 11-6 / 11-3
- Anna Rice -  Julie Standley: 11-6 / 3-11 / 11-6
- Sara Jónsdóttir -  Elena Shimko: 13-11 / 11-3
- Natalia Gorodnicheva -  Elizabeth Cann: 11-4 / 11-5
- Reiko Shiota -  Anne Marie Pedersen: 11-5 / 11-6
- Chien Yu-chin -  Kerry Ann Sheppard: 11-2 / 11-2
- Seo Yoon-hee -  Elin Bergblom: 11-0 / 11-9

### Qualifikation 2. Runde
- Kumiko Ogura -  B. R. Meenakshi: 2-11 / 13-12 / 11-6
- Markéta Koudelková -  Solenn Pasturel: 9-11 / 11-7 / 11-3
- Trupti Murgunde -  Lina Uhac: 11-5 / 11-5
- Eriko Hirose -  Tatiana Vattier: 11-3 / 11-4
- Li Wenyan -  Jun Jae-youn: 9-11 / 11-7 / 11-9
- Anna Rice -  Sara Jónsdóttir: 11-6 / 10-13 / 11-6
- Reiko Shiota -  Natalia Gorodnicheva: 11-3 / 11-3
- Seo Yoon-hee -  Chien Yu-chin: 11-9 / 11-8

### Qualifikation 3. Runde
- Kumiko Ogura -  Markéta Koudelková: 11-0 / 11-6
- Eriko Hirose -  Trupti Murgunde: 11-6 / 11-7
- Li Wenyan -  Anna Rice: 11-2 / 13-12
- Seo Yoon-hee -  Reiko Shiota: 11-2 / 11-4

### 1. Runde
- Marina Andrievskaia -  Xiao Luxi: 11-8 / 11-0
- Miho Tanaka -  Elena Sukhareva: 11-3 / 11-4
- Xu Huaiwen -  Susan Egelstaff: 11-6 / 11-0
- Kim Kyeung-ran -  Brenda Beenhakker: 11-6 / 11-6
- Nicole Grether -  Agnese Allegrini: 11-5 / 11-7
- Nina Weckström -  Dolores Marco: 11-6 / 11-9
- Karina de Wit -  Li Wenyan: 6-11 / 13-10 / 11-1
- Tracey Hallam -  Tine Baun: 13-11 / 10-13 / 13-10
- Kelly Morgan -  Eriko Hirose: 11-6 / 11-0
- Louisa Koon Wai Chee -  Charmaine Reid: 11-3 / 11-3
- Julia Mann -  Ling Wan Ting: 11-5 / 11-9
- Judith Meulendijks -  Aparna Popat: 11-4 / 8-11 / 13-10
- Kumiko Ogura -  Christina Sørensen: 11-6 / 11-4
- Pi Hongyan -  Seo Yoon-hee: 11-3 / 11-0
- Anu Nieminen -  Tine Høy: 11-8 / 11-13 / 13-11

### Sektion 1
|  | 2. Runde | 2. Runde             | 2. Runde | 2. Runde | 2. Runde |  |  | Achtelfinale | Achtelfinale       | Achtelfinale | Achtelfinale | Achtelfinale |  |  | Viertelfinale | Viertelfinale | Viertelfinale | Viertelfinale | Viertelfinale |  |  | Halbfinale | Halbfinale | Halbfinale | Halbfinale | Halbfinale |
|  |          |                      |          |          |          |  |  |              |                    |              |              |              |  |  |               |               |               |               |               |  |  |            |            |            |            |            |
|  |          | Zhou Mi              | 11       | 11       |          |  |  |              |                    |              |              |              |  |  |               |               |               |               |               |  |  |            |            |            |            |            |
|  |          | Petya Nedelcheva     | 2        | 4        |          |  |  |              | Zhou Mi            | 11           | 11           |              |  |  |               |               |               |               |               |  |  |            |            |            |            |            |
|  |          | Judith Meulendijks   | 11       | 11       |          |  |  |              | Judith Meulendijks | 4            | 7            |              |  |  |               |               |               |               |               |  |  |            |            |            |            |            |
|  |          | Julia Mann           | 3        | 1        |          |  |  |              |                    |              |              |              |  |  | Zhou Mi       | 11            | 11            |               |               |  |  |            |            |            |            |            |
|  |          | Mia Audina           | 13       | 11       |          |  |  |              |                    |              |              |              |  |  | Mia Audina    | 4             | 4             |               |               |  |  |            |            |            |            |            |
|  |          | Jill Pittard         | 1        | 3        |          |  |  |              | Mia Audina         | 11           | 11           |              |  |  |               |               |               |               |               |  |  |            |            |            |            |            |
|  |          | Kelly Morgan         | 11       | 11       |          |  |  |              | Kelly Morgan       | 5            | 3            |              |  |  |               |               |               |               |               |  |  |            |            |            |            |            |
|  |          | Louisa Koon Wai Chee | 4        | 7        |          |  |  |              |                    |              |              |              |  |  | Zhou Mi       | 11            | 11            |               |               |  |  |            |            |            |            |            |
|  |          | Zhang Ning           | 11       | 11       |          |  |  |              |                    |              |              |              |  |  | Zhang Ning    | 8             | 8             |               |               |  |  |            |            |            |            |            |
|  |          | Yao Jie              | 2        | 2        |          |  |  |              | Zhang Ning         | 11           | 11           |              |  |  |               |               |               |               |               |  |  |            |            |            |            |            |
|  |          | Anu Weckström        | 11       | 11       |          |  |  |              | Anu Weckström      | 8            | 3            |              |  |  |               |               |               |               |               |  |  |            |            |            |            |            |
|  |          | Kaori Mori           | 6        | 5        |          |  |  |              |                    |              |              |              |  |  | Zhang Ning    | 11            | 11            |               |               |  |  |            |            |            |            |            |
|  |          | Pi Hongyan           | 11       | 11       |          |  |  |              |                    |              |              |              |  |  | Pi Hongyan    | 3             | 1             |               |               |  |  |            |            |            |            |            |
|  |          | Kumiko Ogura         | 6        | 3        |          |  |  |              | Pi Hongyan         | 11           | 11           |              |  |  |               |               |               |               |               |  |  |            |            |            |            |            |
|  |          | Camilla Martin       | 11       | 11       |          |  |  |              | Camilla Martin     | 5            | 8            |              |  |  |               |               |               |               |               |  |  |            |            |            |            |            |
|  |          | Li Li                | 1        | 2        |          |  |  |              |                    |              |              |              |  |  |               |               |               |               |               |  |  |            |            |            |            |            |

### Sektion 2
|  | 2. Runde | 2. Runde            | 2. Runde | 2. Runde | 2. Runde |  |  | Achtelfinale | Achtelfinale    | Achtelfinale | Achtelfinale | Achtelfinale |  |  | Viertelfinale  | Viertelfinale | Viertelfinale | Viertelfinale | Viertelfinale |  |  | Halbfinale | Halbfinale | Halbfinale | Halbfinale | Halbfinale |
|  |          |                     |          |          |          |  |  |              |                 |              |              |              |  |  |                |               |               |               |               |  |  |            |            |            |            |            |
|  |          | Xie Xingfang        | 11       | 11       |          |  |  |              |                 |              |              |              |  |  |                |               |               |               |               |  |  |            |            |            |            |            |
|  |          | Simone Prutsch      | 0        | 0        |          |  |  |              | Xie Xingfang    | 11           | 11           |              |  |  |                |               |               |               |               |  |  |            |            |            |            |            |
|  |          | Karina de Wit       | 11       | 11       |          |  |  |              | Karina de Wit   | 2            | 5            |              |  |  |                |               |               |               |               |  |  |            |            |            |            |            |
|  |          | Tracey Hallam       | 3        | 2        |          |  |  |              |                 |              |              |              |  |  | Xie Xingfang   | w/o           |               |               |               |  |  |            |            |            |            |            |
|  |          | Wang Chen           | 11       | 11       |          |  |  |              |                 |              |              |              |  |  | Wang Chen      | scr           |               |               |               |  |  |            |            |            |            |            |
|  |          | Denyse Julien       | 8        | 5        |          |  |  |              | Wang Chen       | 4            | 11           | 11           |  |  |                |               |               |               |               |  |  |            |            |            |            |            |
|  |          | Nicole Grether      | 8        | w/o      |          |  |  |              | Nicole Grether  | 11           | 5            | 0            |  |  |                |               |               |               |               |  |  |            |            |            |            |            |
|  |          | Nina Weckström      | 1        | ret      |          |  |  |              |                 |              |              |              |  |  | Xie Xingfang   | 13            | 11            |               |               |  |  |            |            |            |            |            |
|  |          | Gong Ruina          | 11       | 11       |          |  |  |              |                 |              |              |              |  |  | Gong Ruina     | 12            | 6             |               |               |  |  |            |            |            |            |            |
|  |          | Petra Overzier      | 4        | 2        |          |  |  |              | Gong Ruina      | 11           | 11           |              |  |  |                |               |               |               |               |  |  |            |            |            |            |            |
|  |          | Miho Tanaka         | 11       | 8        | 11       |  |  |              | Miho Tanaka     | 7            | 5            |              |  |  |                |               |               |               |               |  |  |            |            |            |            |            |
|  |          | Marina Andrievskaia | 3        | 11       | 7        |  |  |              |                 |              |              |              |  |  | Gong Ruina     | 11            | 11            |               |               |  |  |            |            |            |            |            |
|  |          | Kim Kyeung-ran      | 11       | 13       |          |  |  |              |                 |              |              |              |  |  | Kim Kyeung-ran | 6             | 3             |               |               |  |  |            |            |            |            |            |
|  |          | Xu Huaiwen          | 7        | 11       |          |  |  |              | Kim Kyeung-ran  | 7            | 11           | 13           |  |  |                |               |               |               |               |  |  |            |            |            |            |            |
|  |          | Kanako Yonekura     | 11       | 11       |          |  |  |              | Kanako Yonekura | 11           | 8            | 10           |  |  |                |               |               |               |               |  |  |            |            |            |            |            |
|  |          | Rebecca Pantaney    | 2        | 4        |          |  |  |              |                 |              |              |              |  |  |                |               |               |               |               |  |  |            |            |            |            |            |

## Herrendoppel

### Qualifikation
- James Boxall /  Graham Crow -  Jean-Michel Lefort /  Simon Maunoury: 15-5 / 15-12
- Maurice Niesner /  Marc Zwiebler -  Igor Dmitriev /  Anuar Musafirov: 15-8 / 15-5
- Graham Hurrell /  Ashley Thilthorpe -  Philippe Bourret /  Brian Prevoe: 15-5 / 15-3
- Tim Dettmann /  William Milroy -  Park Sung-hwan /  Park Tae-sang: 10-15 / 15-12 / 15-5
- Anggun Nugroho /  Nova Widianto -  Liam Ingram /  Richard Williams: 15-6 / 15-5
- Carl Goode /  Steven Higgins -  Chetan Anand /  Thomas Kurian: 6-15 / 15-12 / 15-11
- Chen Qiqiu /  Cheng Rui -  Nicholas Kidd /  Matthew Smith: 15-2 / 15-1
- Maurice Niesner /  Marc Zwiebler -  James Boxall /  Graham Crow: 15-10 / 15-8
- Han Sang-hoon /  Lee Jae-jin -  Graham Hurrell /  Ashley Thilthorpe: 15-4 / 15-6
- Tim Dettmann /  William Milroy -  Anggun Nugroho /  Nova Widianto: 15-10 / 7-15 / 15-8
- Chen Qiqiu /  Cheng Rui -  Carl Goode /  Steven Higgins: 15-1 / 15-1
- Han Sang-hoon /  Lee Jae-jin -  Maurice Niesner /  Marc Zwiebler: 15-11 / 15-2
- Chen Qiqiu /  Cheng Rui -  Tim Dettmann /  William Milroy: 15-12 / 15-10

### 1. Runde
- Keita Masuda /  Tadashi Ohtsuka -  Robert Blair /  Ian Palethorpe: 15-3 / 15-3
- Zhang Jun /  Zhang Wei -  Kristof Hopp /  Thomas Tesche: 15-7 / 17-14
- Choong Tan Fook /  Lee Wan Wah -  Chen Qiqiu /  Cheng Rui: 15-13 / 15-13
- José Antonio Crespo /  Sergio Llopis -  Stanislav Pukhov  /  Nikolai Sujew: 15-8 / 13-15 / 15-14
- Tommy Sørensen /  Jesper Thomsen -  Howard Bach /  Kevin Han: 15-12 / 15-10
- Han Sang-hoon /  Lee Jae-jin -  Ingo Kindervater /  Björn Siegemund: 15-11 / 15-6
- Jim Laugesen /  Michael Søgaard -  Liu Kwok Wa /  Albertus Susanto Njoto: 15-4 / 15-7
- Thomas Laybourn /  Peter Steffensen -  Vincent Laigle /  Svetoslav Stoyanov: 17-14 / 14-17 / 15-5
- Sigit Budiarto /  Candra Wijaya -  Michał Łogosz /  Robert Mateusiak: 15-5 / 15-5
- Norio Imai /  Hiroshi Ohyama -  Jochen Cassel /  Joachim Tesche: 15-5 / 15-11
- Sang Yang /  Zheng Bo -  Patapol Ngernsrisuk /  Sudket Prapakamol: 15-7 / 15-8
- Imanuel Hirschfeld /  Jörgen Olsson -  Hendri Kurniawan Saputra /  Denny Setiawan: 15-11 / 17-15
- Jesper Christensen /  Jesper Larsen -  Stephen Foster /  Paul Trueman: 15-8 / 15-7
- Alvent Yulianto /  Luluk Hadiyanto -  Chang Kim Wai /  Hong Chieng Hun: 15-4 / 8-15 / 15-3
- Kim Yong-hyun /  Yim Bang-eun -  Rasmus Andersen /  Carsten Mogensen: 15-9 / 15-10
- Frédéric Mawet /  Wouter Claes -  Matthew Hughes /  Martyn Lewis: 15-12 / 15-11

### 2. Runde
- Jens Eriksen /  Martin Lundgaard Hansen -  Björn Joppien /  Ian Sullivan: 15-8 / 15-4
- Keita Masuda /  Tadashi Ohtsuka -  Zhang Jun /  Zhang Wei: 15-13 / 15-7
- Halim Haryanto /  Tri Kusharyanto -  Peter Jeffrey /  Julian Robertson: 9-15 / 15-8 / 15-3
- Choong Tan Fook /  Lee Wan Wah -  José Antonio Crespo /  Sergio Llopis: 15-2 / 15-2
- Lee Dong-soo /  Yoo Yong-sung -  Mike Beres /  Kyle Hunter: 15-6 / 15-3
- Han Sang-hoon /  Lee Jae-jin -  Tommy Sørensen /  Jesper Thomsen: 15-8 / 15-10
- Eng Hian /  Flandy Limpele -  David Lindley /  Kristian Roebuck: 15-4 / 15-4
- Jim Laugesen /  Michael Søgaard -  Thomas Laybourn /  Peter Steffensen: 15-17 / 15-8 / 15-7
- Sigit Budiarto /  Candra Wijaya -  Norio Imai /  Hiroshi Ohyama: 15-0 / 15-6
- Anthony Clark /  Nathan Robertson -  Mathias Boe /  Michael Lamp: 4-15 / 15-11 / 15-13
- Sang Yang /  Zheng Bo -  Imanuel Hirschfeld /  Jörgen Olsson: 15-8 / 15-1
- Lars Paaske /  Jonas Rasmussen -  Nicolás Escartín /  Arturo Ruiz: 15-4 / 15-9
- Alvent Yulianto /  Luluk Hadiyanto -  Jesper Christensen /  Jesper Larsen: 9-15 / 15-7 / 15-12
- Tony Gunawan /  Khankham Malaythong -  Manuel Dubrulle /  Mihail Popov: 15-5 / 15-2
- Kim Yong-hyun /  Yim Bang-eun -  Frédéric Mawet /  Wouter Claes: 15-6 / 15-3
- Evgenij Isakov /  Andrej Zholobov -  Chan Chong Ming /  Chew Choon Eng: 2-15 / 0-2

### Achtelfinale
- Jens Eriksen /  Martin Lundgaard Hansen -  Keita Masuda /  Tadashi Ohtsuka: 15-3 / 15-3
- Choong Tan Fook /  Lee Wan Wah -  Halim Haryanto /  Tri Kusharyanto: 15-4 / 15-7
- Lee Dong-soo /  Yoo Yong-sung -  Han Sang-hoon /  Lee Jae-jin: 15-2 / 17-14
- Eng Hian /  Flandy Limpele -  Jim Laugesen /  Michael Søgaard: 15-5 / 15-4
- Sigit Budiarto /  Candra Wijaya -  Anthony Clark /  Nathan Robertson: 15-8 / 2-15 / 15-1
- Sang Yang /  Zheng Bo -  Lars Paaske /  Jonas Rasmussen: 15-9 / 17-14
- Alvent Yulianto /  Luluk Hadiyanto -  Tony Gunawan /  Khankham Malaythong: 15-10 / 17-14
- Kim Yong-hyun /  Yim Bang-eun -  Evgenij Isakov /  Andrej Zholobov: 15-3 / 15-3

### Viertelfinale
- Jens Eriksen /  Martin Lundgaard Hansen -  Choong Tan Fook /  Lee Wan Wah: 15-10 / 15-8
- Lee Dong-soo /  Yoo Yong-sung -  Eng Hian /  Flandy Limpele: 15-9 / 15-5
- Sigit Budiarto /  Candra Wijaya -  Sang Yang /  Zheng Bo: 15-7 / 15-9
- Kim Yong-hyun /  Yim Bang-eun -  Alvent Yulianto /  Luluk Hadiyanto: 15-13 / 15-12

### Halbfinale
- Lee Dong-soo /  Yoo Yong-sung -  Jens Eriksen /  Martin Lundgaard Hansen: 7-15 / 15-12 / 15-11
- Sigit Budiarto /  Candra Wijaya -  Kim Yong-hyun /  Yim Bang-eun: 15-2 / 15-7

### Finale
- Sigit Budiarto /  Candra Wijaya -  Lee Dong-soo /  Yoo Yong-sung: 15-7 / 15-5

## Damendoppel

### Qualifikation
- Kamila Augustyn /  Nadieżda Zięba -  Caren Hückstädt /  Sandra Marinello: 7-11 / 11-7 / 11-1
- Emma Ermawati /  Vita Marissa -  Lena Frier Kristiansen /  Kamilla Rytter Juhl: 11-4 / 11-3
- Julie Houmann /  Lene Mørk -  Joanne Davies /  Natalie Munt: 3-11 / 11-7 / 11-7
- Tatiana Vattier /  Victoria Wright -  Rebecca Pantaney /  Leah Tarry: 11-5 / 11-3
- Tracey Hallam /  Kelly Matthews -  Robyn Ashworth /  Harriet Johnson: 11-5 / 13-12
- Jun Jae-youn /  Kim Kyeung-ran -  Julia Mann /  Jill Pittard: 11-7 / 11-0
- Helle Nielsen /  Majken Vange -  Emma Hendry /  Katie Litherland: 11-4 / 11-1
- Tine Høy /  Karina Sørensen -  Jody Patrick /  Lyndsay Thomson: 11-4 / 11-5
- Kamila Augustyn /  Nadieżda Zięba -  Emma Ermawati /  Vita Marissa: 8-11 / 13-10 / 11-6
- Julie Houmann /  Lene Mørk -  Tatiana Vattier /  Victoria Wright: 11-6 / 11-1
- Jun Jae-youn /  Kim Kyeung-ran -  Tracey Hallam /  Kelly Matthews: 11-4 / 11-1
- Helle Nielsen /  Majken Vange -  Tine Høy /  Karina Sørensen: 11-2 / 11-3
- Kamila Augustyn /  Nadieżda Zięba -  Julie Houmann /  Lene Mørk: 4-11 / 11-7 / 11-6
- Helle Nielsen /  Majken Vange -  Jun Jae-youn /  Kim Kyeung-ran: 13-12 / 11-5

### 1. Runde
- Gao Ling /  Huang Sui -  Helle Nielsen /  Majken Vange: 11-2 / 11-1
- Jo Novita /  Lita Nurlita -  Kumiko Ogura /  Reiko Shiota: 11-1 / 11-2
- Chikako Nakayama /  Keiko Yoshitomi -  Nicole Grether /  Juliane Schenk: 5-0
- Gail Emms /  Donna Kellogg -  Felicity Gallup /  Joanne Muggeridge: 11-1 / 11-4
- Mia Audina /  Lotte Jonathans -  Cheng Wen-hsing /  Chien Yu-chin: 11-2 / 11-3
- Natalia Gorodnicheva /  Elena Sukhareva -  Frida Andreasson /  Lina Uhac: 11-0 / 8-11 / 13-10
- Ann-Lou Jørgensen /  Rikke Olsen -  Ella Tripp /  Joanne Nicholas: 11-8 / 11-1
- Lee Hyo-jung /  Lee Yun-hwa -  Yoana Martínez /  Lucía Tavera: 11-1 / 11-4
- Chen Lin /  Jiang Xuelian -  Elena Shimko /  Marina Yakusheva: 11-1 / 11-6
- Yang Wei /  Zhang Jiewen -  Nina Weckström /  Anu Nieminen: 0-5
- Seiko Yamada /  Shizuka Yamamoto -  Claudia Vogelgsang /  Xu Huaiwen: 11-1 / 11-6
- Wei Yili /  Zhao Tingting -  Helen Nichol /  Charmaine Reid: 11-0 / 11-4
- Carina Mette /  Kathrin Piotrowski -  Kirsteen McEwan /  Sandra Watt: 11-4 / 11-9
- Lee Kyung-won /  Yim Kyung-jin -  Johanna Persson /  Elin Bergblom: 11-4 / 11-9
- Kamila Augustyn /  Nadieżda Zięba -  Liza Parker /  Suzanne Rayappan: 11-7 / 11-8
- Eny Erlangga /  Liliyana Natsir -  Pernille Harder /  Mette Schjoldager: 11-3 / 11-8

### Achtelfinale
- Gao Ling /  Huang Sui -  Jo Novita /  Lita Nurlita: 11-4 / 11-9
- Gail Emms /  Donna Kellogg -  Chikako Nakayama /  Keiko Yoshitomi: 11-9 / 11-8
- Mia Audina /  Lotte Jonathans -  Natalia Gorodnicheva /  Elena Sukhareva: 5-11 / 11-2 / 11-8
- Ann-Lou Jørgensen /  Rikke Olsen -  Lee Hyo-jung /  Lee Yun-hwa: 11-3 / 11-7
- Yang Wei /  Zhang Jiewen -  Chen Lin /  Jiang Xuelian: 11-8 / 8-11 / 11-9
- Wei Yili /  Zhao Tingting -  Seiko Yamada /  Shizuka Yamamoto: 11-1 / 11-2
- Lee Kyung-won /  Yim Kyung-jin -  Carina Mette /  Kathrin Piotrowski: 11-3 / 11-6
- Kamila Augustyn /  Nadieżda Zięba -  Eny Erlangga /  Liliyana Natsir: 5-11 / 11-3 / 11-1

### Viertelfinale
- Gao Ling /  Huang Sui -  Gail Emms /  Donna Kellogg: 11-7 / 11-1
- Ann-Lou Jørgensen /  Rikke Olsen -  Mia Audina /  Lotte Jonathans: 11-8 / 2-11 / 11-8
- Yang Wei /  Zhang Jiewen -  Wei Yili /  Zhao Tingting: 11-5 / 11-4
- Lee Kyung-won /  Yim Kyung-jin -  Kamila Augustyn /  Nadieżda Zięba: 11-3 / 11-3

### Halbfinale
- Gao Ling /  Huang Sui -  Ann-Lou Jørgensen /  Rikke Olsen: 11-0 / 11-0
- Yang Wei /  Zhang Jiewen -  Lee Kyung-won /  Yim Kyung-jin: 11-7 / 11-5

### Finale
- Gao Ling /  Huang Sui -  Yang Wei /  Zhang Jiewen: 11-9 / 11-7

## Mixed

### Qualifikation
- Flandy Limpele /  Liza Parker -  Carsten Mogensen /  Kamilla Rytter Juhl: 11-4 / 7-11 / 11-7
- Peter Steffensen /  Helle Nielsen -  Jochen Cassel /  Sandra Marinello: 11-1 / 11-5
- Mike Beres /  Kara Solmundson -  Liam Ingram /  Kerry Ann Sheppard: 11-5 / 11-6
- Jesper Thomsen /  Majken Vange -  Ian Palethorpe /  Ella Tripp: 11-2 / 11-0
- Svetoslav Stoyanov /  Victoria Wright -  Peter Jeffrey /  Suzanne Rayappan: 11-9 / 11-5
- Rasmus Andersen /  Lena Frier Kristiansen -  Ingo Kindervater /  Caren Hückstädt: 11-8 / 13-10
- Kristian Roebuck /  Emma Hendry -  Richard Williams /  Robyn Ashworth: 11-0 / 11-2
- Yoo Yong-sung /  Lee Kyung-won -  William Milroy /  Helen Nichol: 11-1 / 7-11 / 11-4
- Flandy Limpele /  Liza Parker -  Peter Steffensen /  Helle Nielsen: 11-5 / 11-4
- Jesper Thomsen /  Majken Vange -  Mike Beres /  Kara Solmundson: 11-3 / 11-1
- Svetoslav Stoyanov /  Victoria Wright -  Rasmus Andersen /  Lena Frier Kristiansen: 11-9 / 5-11 / 11-5
- Yoo Yong-sung /  Lee Kyung-won -  Kristian Roebuck /  Emma Hendry: 11-7 / 11-3
- Flandy Limpele /  Liza Parker -  Jesper Thomsen /  Majken Vange: 13-12 / 13-10
- Yoo Yong-sung /  Lee Kyung-won -  Svetoslav Stoyanov /  Victoria Wright: 11-1 / 11-4

### 1. Runde
- Tri Kusharyanto /  Emma Ermawati -  Jens Eriksen /  Mette Schjoldager: 11-8 / 11-9
- Simon Archer /  Kirsteen McEwan -  Jörgen Olsson /  Frida Andreasson: 11-8 / 11-5
- Chen Qiqiu /  Zhao Tingting -  Anggun Nugroho /  Eny Widiowati: 11-8 / 11-1
- Robert Blair /  Natalie Munt -  Kim Yong-hyun /  Lee Hyo-jung: 9-11 / 11-8 / 11-7
- Chris Bruil /  Lotte Jonathans -  Graham Hurrell /  Joanne Nicholas: 11-3 / 11-7
- Flandy Limpele /  Liza Parker -  Tadashi Ohtsuka /  Shizuka Yamamoto: 11-7 / 11-6
- Jonas Rasmussen /  Rikke Olsen -  Liu Kwok Wa /  Louisa Koon Wai Chee: 11-3 / 11-8
- Cheng Rui /  Zhang Jiewen -  José Antonio Crespo /  Dolores Marco: 11-2 / 11-8
- Nova Widianto /  Vita Marissa -  Fredrik Bergström /  Johanna Persson: 7-11 / 11-1 / 11-8
- Lars Paaske /  Pernille Harder -  Matthew Hughes /  Joanne Muggeridge: 11-1 / 11-2
- Michael Lamp /  Ann-Lou Jørgensen -  Philippe Bourret /  Denyse Julien: 11-0 / 11-4
- Norio Imai /  Chikako Nakayama -  Lee Jae-jin /  Yim Ah-young: 11-7 / 11-7
- Zhang Jun /  Gao Ling -  Yoo Yong-sung /  Lee Kyung-won: 13-12 / 11-3
- Tommy Sørensen /  Karina Sørensen -  Nikolai Sujew /  Marina Yakusheva: 11-7 / 11-9
- Nathan Robertson /  Gail Emms -  Kristof Hopp /  Kathrin Piotrowski: 11-8 / 11-7

### Achtelfinale
- Tri Kusharyanto /  Emma Ermawati -  Simon Archer /  Kirsteen McEwan: 11-2 / 11-1
- Chen Qiqiu /  Zhao Tingting -  Robert Blair /  Natalie Munt: 11-5 / 11-8
- Chris Bruil /  Lotte Jonathans -  Flandy Limpele /  Liza Parker: 11-4 / 13-10
- Jonas Rasmussen /  Rikke Olsen -  Cheng Rui /  Zhang Jiewen: 11-6 / 11-9
- Nova Widianto /  Vita Marissa -  Tony Gunawan /  Eti Tantra: 3-11 / 11-9 / 11-7
- Michael Lamp /  Ann-Lou Jørgensen -  Lars Paaske /  Pernille Harder: 11-3 / 7-11 / 11-2
- Zhang Jun /  Gao Ling -  Norio Imai /  Chikako Nakayama: 11-2 / 11-7
- Nathan Robertson /  Gail Emms -  Tommy Sørensen /  Karina Sørensen: 11-2 / 11-3

### Viertelfinale
- Chen Qiqiu /  Zhao Tingting -  Tri Kusharyanto /  Emma Ermawati: 11-6 / 9-11 / 11-2
- Jonas Rasmussen /  Rikke Olsen -  Chris Bruil /  Lotte Jonathans: 11-7 / 11-3
- Nova Widianto /  Vita Marissa -  Michael Lamp /  Ann-Lou Jørgensen: 13-12 / 11-8
- Zhang Jun /  Gao Ling -  Nathan Robertson /  Gail Emms: 11-3 / 11-8

### Halbfinale
- Chen Qiqiu /  Zhao Tingting -  Jonas Rasmussen /  Rikke Olsen: 11-8 / 11-4
- Zhang Jun /  Gao Ling -  Nova Widianto /  Vita Marissa: 6-11 / 11-3 / 11-5

### Finale
- Zhang Jun /  Gao Ling -  Chen Qiqiu /  Zhao Tingting: 11-6 / 11-7